# Joseph Minion
Joseph „Joe“ Minion (* 1957 in Teaneck, New Jersey) ist ein US-amerikanischer Drehbuchautor und Regisseur.

## Leben
Minion absolvierte eine Ausbildung an der New York University und der Columbia University. 1984 wurde sein Drehbuch After Hours von den Produzenten Griffin Dunne und Amy Robinson optioniert und schließlich von Martin Scorsese umgesetzt. Nachdem bekannt wurde, dass es sich beim Drehbuch in Teilen ein Plagiat eines Werkes des Radiomoderators Joe Frank darstellte, klagte Frank und erzielte schließlich einen Vergleich über eine Summe unbekannter Höhe.
In den kommenden Jahren schrieb Minion weitere Drehbücher, bevor er 1988 mit der von Roger Corman produzierten Actionkomödie Daddy’s Boys sein Regiedebüt gab. 1999 drehte Minion noch den Low-Budget-Film Trafficking.

## Filmografie (Auswahl)
Drehbuchautor
- 1981: The Office (Kurzfilm)
- 1985: Die Zeit nach Mitternacht (After Hours)
- 1988: Vampire’s Kiss
- 1991: Motorama
- 1999: On the Run
- 2005: The Collection
- 2014: Airport 2012 (Kurzfilm)

Regisseur
- 1981: The Office (Kurzfilm)
- 1988: Daddy’s Boys
- 1999: Trafficking
- 2014: Airport 2012 (Kurzfilm)